# Halosaurus sinensis
Halosaurus sinensis är en fiskart som beskrevs av Abe, 1974. Halosaurus sinensis ingår i släktet Halosaurus och familjen Halosauridae. Inga underarter finns listade i Catalogue of Life.